# Ruth Is Stranger Than Richard
Ruth Is Stranger Than Richard es el tercer álbum de estudio del compositor inglés Robert Wyatt.
Luego de grabar este álbum, Wyatt se retiró parcialmente de la música por primera vez, sólo apareciendo como invitado de otros artistas y sin editar un sencillo hasta 1980. 

## Lista de canciones

### Lado Ruth (Lado A)
1. (Ru1) "Soup Song" (Brian Hopper, Robert Wyatt) – 4:03
2. (Ru2) "Sonia" (Mongezi Feza) – 4:18
3. (Ru3) "Team Spirit" (Bill MacCormick, Phil Manzanera, Robert Wyatt) – 8:33
4. (Ru4) "Song For Che" (Charlie Haden) – 3:42

### Lado Richard (Lado B)
1. (Ri1) "Muddy Mouse (a)" (Fred Frith, Robert Wyatt) – 0:49
2. (Ri2) "Solar Flares" (Robert Wyatt) – 5:36
3. (Ri3) "Muddy Mouse (b)" (Fred Frith, Robert Wyatt) – 0:50
4. (Ri4) "5 Black Notes And 1 White Note" (Jacques Offenbach arr. Robert Wyatt) – 5:00
5. (Ri5) "Muddy Mouse (c) Which in Turn Leads To Muddy Mouth" (Fred Frith, Robert Wyatt) – 6:15